# Newe Szaret
Newe Szaret (hebr. נווה שרת; Odbudowany Szarett) – osiedle mieszkaniowe w Tel Awiwie, znajdujące się na terenie Dzielnicy Drugiej.

## Położenie
Osiedle leży na nadmorskiej równinie Szaron. Jest położone w północno-wschodniej części aglomeracji miejskiej Tel Awiwu, na północ od rzeki Jarkon. Północno-zachodnią granicę wyznacza ulica HaParsa, za którą znajduje się osiedle Cahala. Na północy i wschodzie rozciągają się tereny rolnicze, za którymi przebiegają autostrada nr 5  (Tel Awiw-Petach Tikwa-Ari’el) i autostrada nr 4  (Aszkelon-Tel Awiw-Petach Tikwa-Hajfa). Południową granicę wyznacza ulica Raul Wallenberg, za którą jest osiedle Kirjat Atidim. Na zachodzie za ulicą Dvora HaNevi'a jest osiedle Ramat ha-Chajjal.

## Historia
Budowa osiedla rozpoczęła się w latach 50. XX wieku, jednak dopiero na początku lat 80. przeznaczono większe środki finansowe na jego rozbudowę. Populacja osiedla wzrosła w latach 90. w wyniku osiedlenia się tutaj dużej liczby repatriantów z krajów byłego ZSRR.
Położone na północy i wschodzie tereny rolnicze są przeznaczone pod budownictwo mieszkaniowe.

## Architektura
Zabudowa osiedla składa się z wielopiętrowych budynków mieszkalnych wzniesionych z „wielkiej płyty”.
W centralnej części znajdują się dwa mieszkalne drapacze chmur Beit El Tower 1 i 2, o 19 kondygnacjach. Tuż obok planowane jest wybudowanie dwóch kolejnych mieszkalnych wieżowców Neve Sharet Towers, o 24 kondygnacjach, oraz 19-piętrowego Beit El Tower 3. Ich budowa została zatwierdzona przez władze miejskie.

## Edukacja
W osiedlu jest szkoła podstawowa Moshe Sharet oraz konserwatorium Catherine Lewis.

## Religia
W osiedlu znajdują się trzy synagogi – przy ulicach: Kehilat Cleveland, Beit El oraz HaTsankhaim. W osiedlu jest także jesziwa Or Moshe oraz szkoła religijna Tora Alef.

## Gospodarka
W osiedlu jest położone jedno centrum handlowe.

## Infrastruktura
Na terenie osiedla znajduje się ośrodek opieki nad osobami starszymi, przychodnia zdrowia, dwie apteki oraz urząd pocztowy. W pobliżu centrum handlowego znajduje się posterunek policji.

## Sport i rekreacja
We wschodniej części osiedla znajduje się kompleks sportowy z basen pływackim i kortami tenisowymi.

## Transport
Najważniejszą ulicą osiedla jest Bei El, którą dojeżdża się do ulicy Dvora HaNevi'a. Jadąc nią na zachód dojeżdża się do drogi nr 482  (Tel Awiw-Herclijja), którą jadąc na północ dojeżdża się do autostrady nr 5  (Tel Awiw-Ari’el).